# Bratje Maserati
Bratje Maserati so bili od začetka dvajsetega stoletja povezani z avtomobilizmom. Rodili so se Rodolfu in Carolini Maserati iz Voghere, Lombardija, Italija. Rodilo se je sedem bratov Maserati, toda Alfieri I je umrl v starosti enega leta, zato so tudi naslednjega sina poimenovali Alfieri. Alfieri je z ostalimi petimi brati, Carlom, Bindom, Mariom, Ettorejem in Ernestom, močno pripomogel k nastanku in ustanovitvi znane tovarne luksuznih avtomobilov Maserati.  
Bratje Maserati:
- Carlo (1881 - 1910)
- Bindo (1883 - 1980)
- Alfieri I (1885 - 1886)
- Alfieri II (1887 - 1932)
- Mario (1890 - 1981), slikar in umetnik
- Ettore (1894 - 1990)
- Ernesto (1898 - 1975)